# 1999년 12월
| 1999년: 1월 · 2월 · 3월 · 4월 · 5월 · 6월 · 7월 · 8월 · 9월 · 10월 · 11월 · 12월 |

| <          | 1999년 12월 | 1999년 12월 | 1999년 12월  | 1999년 12월 | 1999년 12월 | >          |
| 일         | 월          | 화          | 수           | 목          | 금          | 토         |
|            |             |             | 1 10.24 정해 | 2 25 무자   | 3 26 기축   | 4 27 경인  |
| 5 28 신묘  | 6 29 임진   | 7 30 계사   | 8 11.1 갑오  | 9 2 을미    | 10 3 병신   | 11 4 정유  |
| 12 5 무술  | 13 6 기해   | 14 7 경자   | 15 8 신축    | 16 9 임인   | 17 10 계묘  | 18 11 갑진 |
| 19 12 을사 | 20 13 병오  | 21 14 정미  | 22 15 무신   | 23 16 기유  | 24 17 경술  | 25 18 신해 |
| 26 19 임자 | 27 20 계축  | 28 21 갑인  | 29 22 을묘   | 30 23 병진  | 31 24 정사  |            |

| 편집하기 |

## 1999년12월 31일
- 보리스 옐친이 러시아 대통령직에서 물러났다.

## 1999년12월 20일
- 마카오가 중국에 반환되었다.